# Illegal
Singles de Shakira
La Pared
(2006) Te Lo Agradezco, Pero No
(2006)
Illegal est le troisième single de l'album anglophone : Oral Fixation Vol. 2 de Shakira, sorti en 21 octobre 2006.
Ce single est un duo avec le célèbre guitariste mexicain Carlos Santana. La chanson sort après l'énorme succès de la chanson Hips Don't Lie. Le clip video correspondant est tourné le 16 novembre 2006 et est diffusé le lendemain sur Total Request Live et sur MTV Le jour de sa sortie, le clip se classe à la 9e place. Par la suite, la chanson est un succès, comme en Lettonie ou en Ukraine[réf. nécessaire].

## Vidéo musicale
Le clip de « Illegal » a été tourné à Mexico le 17 octobre 2006, lors d'une courte pause dans le calendrier de la tournée Oral Fixation Tour, entre des concerts au Mexique et au Guatemala. Jaume de Laiguana et Shakira ont été les co-réalisateurs de la vidéo,. Le tournage a duré toute une journée, et des fans américains et mexicains ont été invités comme figurants. Sa première officielle a eu lieu le 16 novembre 2006 sur « Total Request Live » (« TRL ») de MTV. La vidéo présente Shakira dans le rôle de la petite amie d'un boxeur. Pendant la majeure partie de la vidéo, on la voit dans la salle de boxe vide où son ancien petit ami boxe. À travers des flashbacks, elle se souvient des bons moments de leur relation, notamment du fait d'être seule sur le ring, à se traiter affectueusement. À la fin de la vidéo, la raison de leur rupture est révélée.Shakira vient voir son petit ami boxer lors du match de championnat où il gagne, sans savoir que Shakira est là pour le regarder. Une autre fille monte sur le ring et embrasse le boxeur, révélant à Shakira qu'il la trompe. Son petit ami, à sa grande surprise, voit enfin que Shakira le regarde embrasser l'autre fille. La vidéo se termine avec elle le regardant, clairement blessée, avant de se détourner et de partir.